# Stanisław Modzelewski
Stanisław Modzelewski (Szczepankowo, 15 maart 1929 - Warschau, 13 november 1969), ook wel bekend als Wampirem z Gałkówka (Vampier van Gałkówek), was een Poolse seriemoordenaar.

## Slachtoffers

### Vermoord
1. Józefa Pietrzykowska (67) werd gevonden in Zielona Góra. Werd in Juli 1952 vermoord door middel van verwurging met blote handen.
2. Maria Kunka (32) werd gevonden in een bos nabij Tuszyn. Werd in december 1952 vermoord door middel van verwurging met een sjaal.
3. Teresa Piekarska (21) werd gevonden in een bos nabij Nowy Józefów. Werd in maart 1953 vermoord door middel van verwurging met een sjaal.
4. Irena Bernadetta Dunajska (24) werd gevonden in een veld naast een weg in Gałkówek. Werd in op 1 of 2 januari 1955 vermoord door middel van verwurging met een sjaal.
5. Helena Walos (18) werd gevonden vlak naast een weg in Gałkówek. Werd in maart 1956 vermoord door middel van verwurging met een sjaal.
6. Helena Klata (22) werd gevonden vlak naast een spoorweg tussen Andrzejów en Gałkówek. Werd in augustus 1956 vermoord door middel van verwurging met een sjaal. Fragmenten van de sjaal werden bij het lichaam teruggevonden.
7. Maria Gałecka (87) werd gevonden in haar woning op Ulicy Siennej (Siennestraat). Werd op 14 september 1967 vermoord door middel van verwurging of verdrinking. Het lichaam werd gevonden hangend in een badkuip, ontbloot onderlichaam dat kapotgesneden was met een scherp voorwerp.

### Enkele overlevers
1. Wanda 0. werd in juni 1953, terwijl ze hoogzwanger was, aangevallen door Modzelewski. Haar geschreeuw werd gehoord door een bewaker van een nabije fabriek, die met enkele waarschuwingsschoten, Modzelewski weg wist te jagen.[1]
2. Zofia B. werd vlak voor haar huis in Justynów aangevallen. Hij was haar gevolgd vanaf het station en wierp haar op de grond en begon direct met wurgen. Met het laatste beetje kracht dat ze had begon ze te schreeuwen. Modzelewski schrok hiervan en vluchtte weg.[1]
3. Stefania J. werd in juni 1955 aangevallen door Modzelewski toen ze naar huis liep na bij een apotheek te zijn geweest. Hij bond haar vast, sloeg en wurgde haar. Door de verwurging raakte ze bewusteloos, wat haar het leven redde. Modzelewski vertrok en liet haar voor dood achter.[1]

## Onderzoek
Tijdens het onderzoek ging de politie ervan uit dat de dader een medewerker van de Polskie Koleje Państwowe (Poolse Spoorwegen) moest zijn. Dit omdat alle lichamen niet ver van spoorwegen gevonden werden en doordat enkele vrouwen die ontsnapten aan de dader verklaarden dat de dader een uniform van de PKP droeg. Doordat de moorden in 1956 stopten, en er al die tijd geen enkele verdachte naar voren kwam, werd het onderzoek na verloop van tijd stopgezet. Zelfs na de aanhouding van Modzelewski in 1967 vanwege de moord op Gałecka had de politie geen vermoeden dat hij de Vampier van Gałkówka was. Na meerdere verhoren bekende Modzelewski dat hij de Vampier van Gałkówka was. Hij bekende zelfs nog een achtste slachtoffer te hebben gemaakt, echter dit lichaam werd niet gevonden en ook werd de identiteit van dit slachtoffer nooit achterhaald.

## Veroordeling
Hij werd in 1969, voor 7 moorden en 6 pogingen tot moord, veroordeeld tot de doodstraf. Tijdens verhoren bekende hij acht vrouwen te hebben vermoord. Doordat er nooit een achtste lichaam gevonden werd hij hier ook niet voor veroordeeld. Op 13 november 1969 werd Modzelewski geëxecuteerd door middel van ophanging.